# Anton Lissner
Anton Raimund Lissner (21. srpna 1885, Velký Šenov – 6. února 1970, Freiberg) byl německý chemik a technik.

## Život
V letech 1904–08 studoval chemii na technice v Praze, 1908–1910 byl asistentem na brněnské technice. V letech 1910–20 (s přerušením válkou) pracoval jako vedoucí chemické laboratoře u firmy Storek v Brně. V roce 1913 se na brněnské technice habilitoval a současně byl pověřen přednáškami jako honorovaný docent. V letech 1920–42 byl profesorem chemické technologie. Řádný člen Německé akademie věd v Praze 1928–1936. Do konce války pak přednášel stejný obor na technice v Praze a přednášky konal i na univerzitě. Po válce byl profesorem anorganické a technické chemie na Báňské akademii ve Freibergu. V roce 1955 byl penzionován. V roce 1956 stál jako zakládající ředitel u zrodu Deutsches Brennstoffinstitut (Německý ústav pro paliva), který vedl do roku 1963. V roce 1958 obdržel Clemens–Winklerovu medaili za zásluhy, kterou mu udělila Chemische Gesellschaft der DDR. Sign.: Archiv AV ČR, fond Německá akademie, kart. 30